# كبسولة فضائية
كبسولة الفضاء هي سفينة فضاء كثيرًا ما تكون مزودة بالبشر ولها شكل بسيط للقسم الرئيسي، بدون أي أجنحة أو مزايا أخرى لتحقيق الارتفاع أثناء إعادة الدخول للغلاف الجوي.
ولقد استُخدمت الكبسولات منذ القدم في أغلب برامج الفضاء المزودة بالبشر حتى الآن، ويتضمن ذلك أول مركبتي فضاء في العالم مزودين بالبشر وهما فوستوك وميركوري، وكذلك في مركبات الفضاء التالية التي أطلقها الاتحاد السوفيتي السابق والمتمثلة في فوسكهود (Voskhod) وسويوز وزوند/L1 وL3 وTKS ومركبتي الفضاء الأمريكيتين جيميني وأبولو ومركبة الفضاء الصينية شينزو، ويتم الآن تطوير مركبات فضاء أمريكية وروسية وهندية مزودة بالبشر. والكبسولة هي الشكل المحدد لمركبة الاستكشاف المزودة بطاقم.
يجب أن تتضمن كبسولة الفضاء المزودة بالبشر كل ما هو ضروري للحياة اليومية، بما في ذلك الهواء والماء والطعام. كما يجب أن تحمي كبسولة الفضاء رواد الفضاء من البرد وإشعاع الفضاء. ويجب أن تكون الكبسولة معزولة جيدًا وأن يكون بها نظام يتحكم في درجة الحرارة والبيئة الداخلية. ويجب أيضًا أن يكون بها طريقة تمنع سقوط رواد الفضاء أثناء الانطلاق وإعادة الدخول. بالإضافة إلى ذلك، بما أن الجزء الداخلي سيكون عديم الوزن، يجب أن تكون هناك طريقة لبقاء رواد الفضاء في مقاعدهم وأسرتهم أثناء الرحلة. لذلك فإن كل مقعد وسرير ومنضدة وكرسي له نظام معقد من الأحزمة والأبازيم. ومن أهم الأشياء التي يجب أن تتوفر في كبسولة الفضاء هو وجود طريقة للتواصل مع الناس على الأرض أو التحكم في المهمة.

## الهيكل

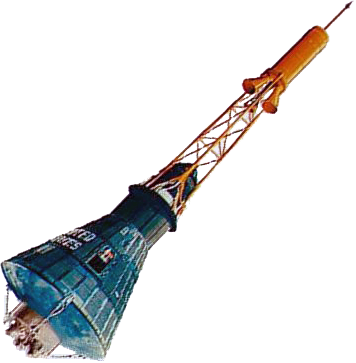
كبسولة فضاء ميركري

كان قطر كبسولات الفضاء في المعتاد أقل من 5 أمتار، على الرغم من أنه لا توجد حدود هندسية على الأحجام الأكبر. بما أن الكبسولة فعالة في الحجم وقوية الهيكل، فعادة ما يكون من الممكن أن يتم إنشاء كبسولات صغيرة ذات أداء مقارن في جميع نسب الرفع للسحب إلى شكل الجسم المرفوع أو جناح دلتا لتقليل التكلفة. أُعلن عن ذلك بشكل خاص في حالة سفينة Soyuz المزودة بالبشر. تستخدم أغلب كبسولات الفضاء درع حرارة ذريا لإعادة الدخول وهي غير قابلة لإعادة الاستخدام. مركبة الاستكشاف المزودة بطاقم يبدو أنها، منذ بداية ديسمبر 2005، أصبحت كبسولة قابلة لإعادة الاستخدام بمقدار عشرة أضعاف مع الدرع الذري القابل للاستبدال. ليس هناك حد، فيما عدا نقص الخبرة الهندسية، أمام استخدام الخزف ذي درجة الحرارة العالية أو الألواح الخزفية التي تتسم بدرجة حرارة مرتفعة للغاية على كبسولات الفضاء.

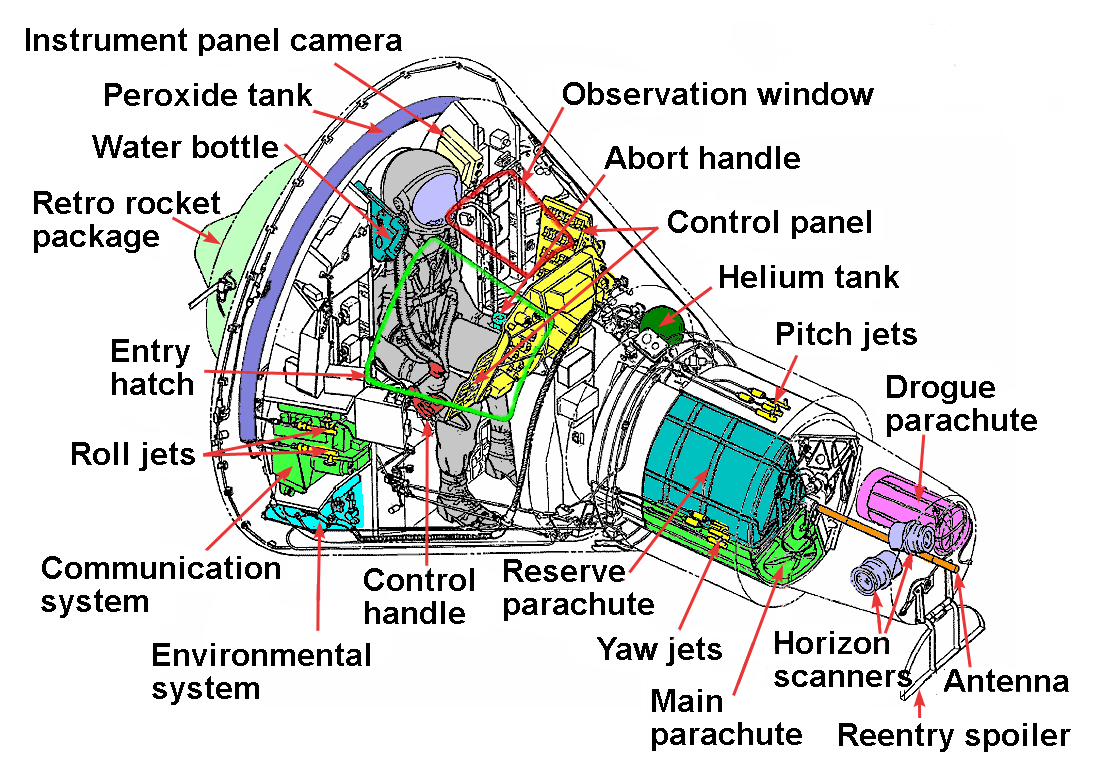
الرسم الداخلي لكبسولة ميركري

مواد كبسولة الفضاء مصممة بطرق مختلفة، مثل هيكل خلية النحل في أبوللو المكون من الألومنيوم. الألومنيوم خفيف جدًا، والهيكل يمنح كبسولة الفضاء المزيد من القوة. كان لسفينة الفضاء القديمة طلاء من الزجاج مطمور في راتنج صناعي وموضوع في درجات حرارة عالية. نسيج الكربون، المواد البلاستيكية المقواة والخزف هي مواد جديدة يتم تحسينها باستمرار للاستخدام في استكشاف الفضاء.

## إعادة الدخول
كبسولات الفضاء مناسبة جدًا لدرجة الحرارة العالية وعمليات إعادة الدخول الديناميكية. بينما الطائرات الشراعية ذات جناح دلتا مثل المكوك الفضائي يمكن أن تكرر الدخول من المدار القريب من الأرض وأجسام الحمل قادرة على الدخول من على بعد القمر، يندر العثور على تصميمات مركبات إعادة الدخول من المريخ خلاف الكبسولات. تصميم إنرجيا الحالي لـ Kliper، كونه قادرًا على الانطلاق في رحلات إلى المريخ، يُعتبر استثناءً.
يجب أن يراعي المهندسون القائمون على بناء كبسولة الفضاء قوى مثل الجاذبية والسحب. يجب أن تكون كبسولة الفضاء قوية بالقدر الكافي لكي تبطئ بسرعة، ويجب أن تتحمل درجات الحرارة المرتفعة أو المنخفضة، ويجب أن تتحمل الهبوط. عندما تقترب كبسولة الفضاء من سطح أحد الكواكب أو القمر، يجب أن تُبطئ بمعدل محدد بدقة. إذا أبطأت بسرعة زائدة، فسيُسحق كل ما في الكبسولة. إذا لم تبطئ بالسرعة الكافية، فإنها تصطدم بالسطح وتتحطم. هناك متطلبات إضافية لإعادة دخول الغلاف الجوي. إذا كان هجوم الزاوية بطيء جدًا، فقد تنزلق الكبسولة عن سطح الغلاف الجوي. إذا كانت زاوية الدخول منحدرة للغاية، فقد تكون قوى التباطؤ أكبر أو قد تتجاوز حرارة إعادة الدخول تحمل درع الحرارة.
تتكون الكبسولات بشكل دائري يسمى الجسم الكليل بدلاً من المدبب، حيث إن ذلك يكوِّن موجة صدمات لا تلمس الكبسولة، وتنعكس الحرارة بعيدًا بدلاً من إذابة المركبة.
تم إرشاد كبسولات أبوللو من خلال الغلاف الجوي؛ وكان مركز الكتلة للكبسولة بعيدًا عن خط المركز. وجه ذلك مرور الكبسولة خلال الهواء، موفرًا الرفع الجانبي. استُخدمت الدوافع الدائرية لتغيير موجه الرفع، مما يسمح بتوجيه الكبسولة تحت التحكم الأوتوماتيكي أو اليدوي.
عند الارتفاعات والسرعات المنخفضة تُستخدم المظلات لإبطاء الكبسولة بتوفير المزيد من السحب.

كبسولة فضاء Voskhod

كبسولات الفضاء يجب أيضًا أن تتمكن من تحمل الاصطدام عند وصولها إلى سطح الأرض. جميع كبسولات الولايات المتحدة المزودة بالبشر (ميركري وجميني وأبوللو) تهبط على سطح الماء؛ أما كبسولات Soyuz السوفييتية/الروسية وShenzhou الصينية والكبسولات المزودة بالبشر التابعة (للولايات المتحدة وروسيا والهند) تستخدم صواريخ صغيرة لتلامس الأرض. في الجاذبية الأقل للمريخ، كانت أكياس الهواء كافية لهبوط بعض المهام الآلية بأمان.

### الجاذبية والسحب والرفع

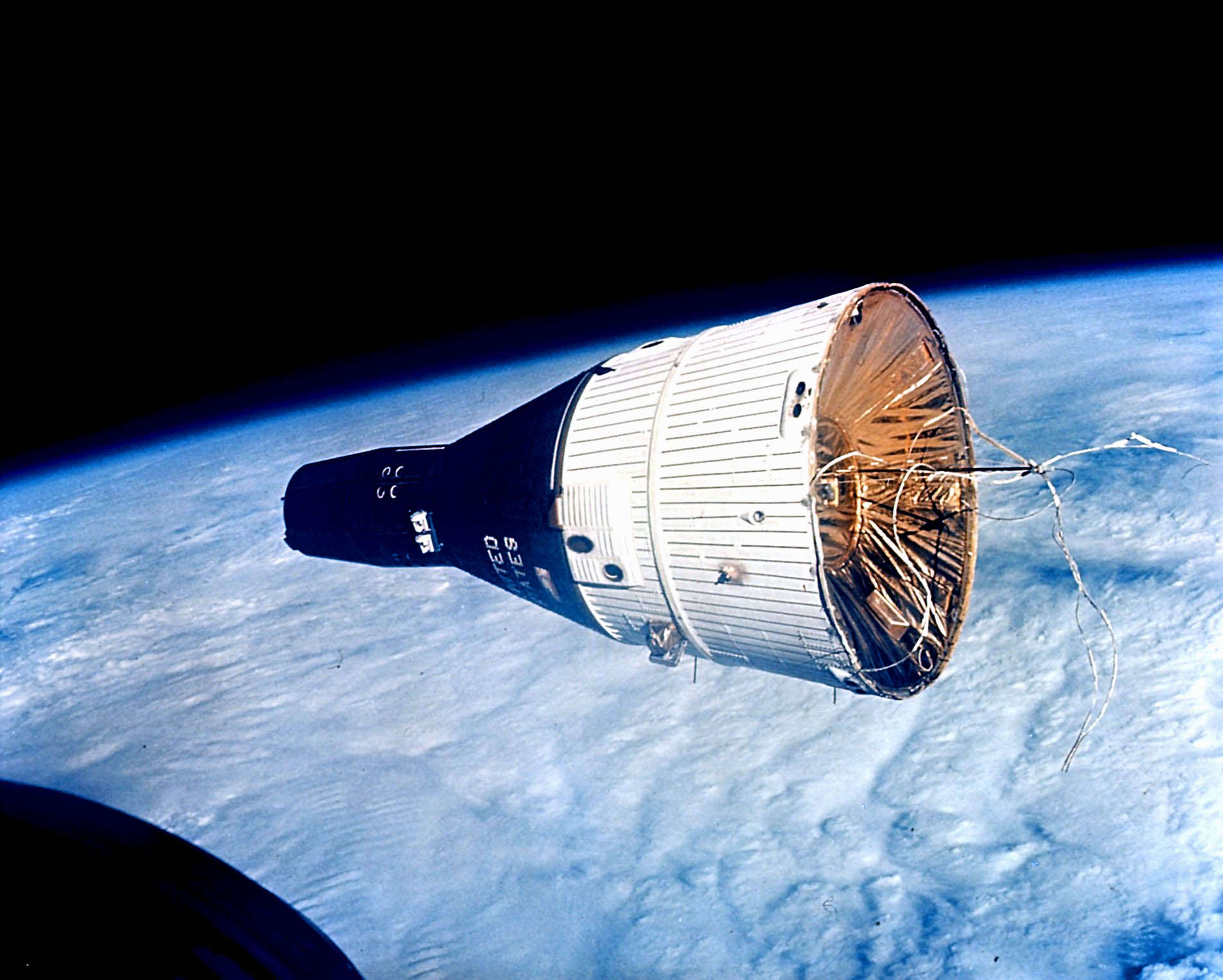
كبسولة فضاء جيميني

اثنتان من كبرى القوى الخارجية التي تواجهها كبسولة الفضاء هما الجاذبية والسحب.
السحب هو مقاومة كبسولة الفضاء لدفعها خلال الهواء. الهواء هو مزيج من الجزيئات المختلفة، تتضمن النيتروجين والأكسجين وثاني أكسيد الكربون. أي شيء يسقط خلال الهواء يصطدم بهذه الجزيئات وبالتالي فإنه يُبطئ. تعتمد كمية السحب لكبسولة على أمور عديدة، منها كثافة الهواء، وشكل وكتلة وخشونة الكبسولة. تعتمد سرعة سفينة الفضاء بشكل كبير على التأثير الشامل لقوتين هما؛ الجاذبية، التي يمكن أن تزيد سرعة الصاروخ والسحب الذي يُبطئ الصاروخ. تنخفض سرعة كبسولات الفضاء التي تدخل الغلاف الجوي للأرض بدرجة كبيرة لأن الغلاف الجوي الخاص بنا يتميز بكثافته.

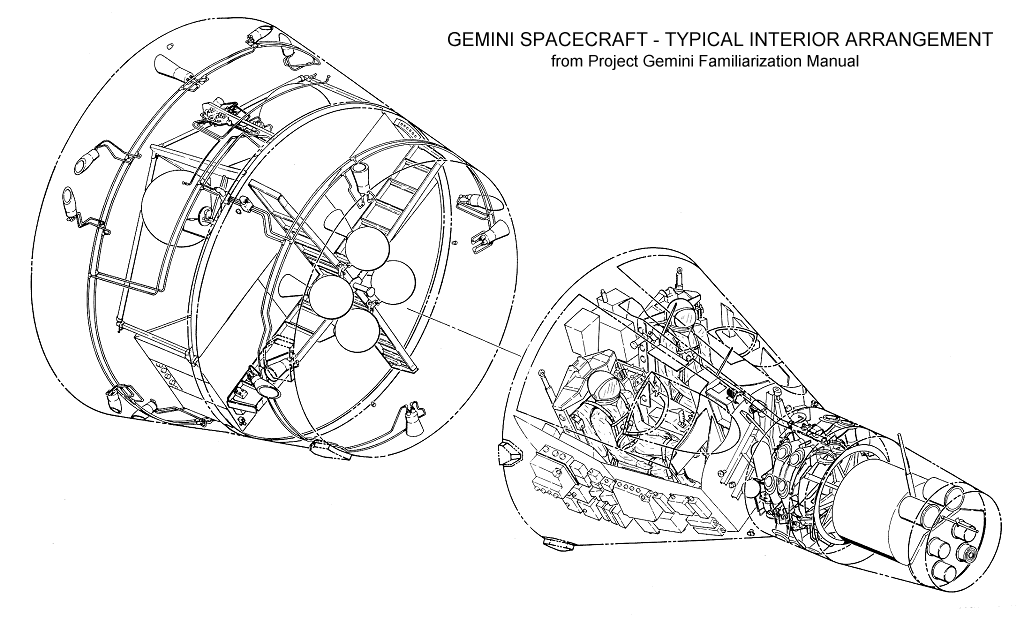
الرسم الداخلي لكبسولة جيميني

عندما تخترق كبسولات الفضاء الغلاف الجوي للأرض، فإن الكبسولات تضغط الهواء أمامها مما يؤدي إلى زيادة السخونة إلى درجات حرارة عالية (على عكس التوقع الشائع لعدم أهمية ذلك).
من الأمثلة الجيدة على ذلك الشهاب. يسبب الشهاب، الذي عادةً ما يكون صغيرًا، صدور حرارة كبيرة من الغلاف الجوي فيضيء الهواء حول النيزك باللون الأبيض. لذلك فإنه عندما يمر غرض كبير مثل كبسولة الفضاء، يصدر المزيد من الحرارة.

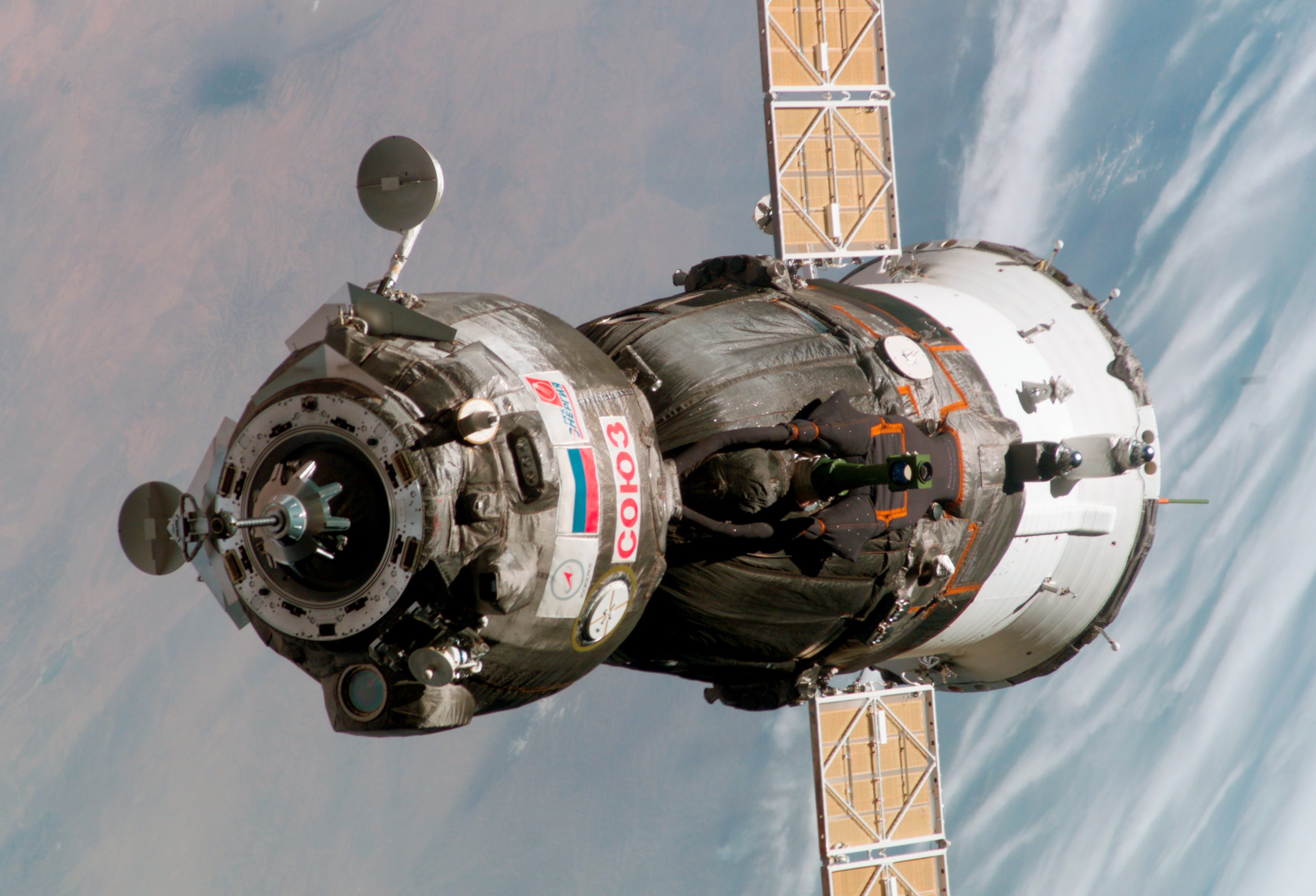
كبسولة فضاء سويوز

بينما تبطئ كبسولة الفضاء، تسبب مقارنة جزئيات الهواء التي تصطدم بسطح الكبسولة حرارةً كبيرة. قد تصل درجة حرارة سطح الكبسولة إلى 1480 درجة مئوية (2700 فهرنهايت) بينما تنخفض خلال الغلاف الجوي للأرض. يجب توجيه كل هذه الحرارة بعيدًا. عادةً ما يتم طلاء كبسولات الفضاء بمادة منصهرة ثم متبخرة.("التذرية بالرياح"). قد يبدو ذلك غير عملي، ولكن التكاثف يبعد الحرارة عن الكبسولة. ويمنع ذلك دخول حرارة إعادة الدخول إلى الكبسولة. تشهد الكبسولات نظام تسخين أشد من طائرات الفضاء وعادةً ما تكون المواد الخزفية المستخدمة في المكوك الفضائي أقل تناسبًا، وتستخدم جميع الكبسولات التذرية.
عمليًا، تنشئ الكبسولات كمية كبيرة وكافية من الرفع. يُستخدم هذا الرفع في التحكم في مسار الكبسولة. ويسمح هذا التحكم بتقليل قوة الجاذبية للطاقم وكذلك تقليل التحويل الأقصى للطاقة في الكبسولة. كلما زادت الفترة التي تقضيها الكبسولة عند الارتفاعات العالية، قل الهواء وقلت الحرارة التي يتم توصيلها. على سبيل المثال اضطرت كبسولة أبوللو لاستخدام الرفع لسحب نسبة تصل إلى 0.35. في غياب الرفع كانت كبسولة أبوللو ستتعرض إلى هبوط بنسبة 20 وحدة جاذبية (8 وحدات جاذبية لسفينة الفضاء التي تدور على مسافة قريبة من الأرض)، ولكن مع الرفع يمكن الحفاظ على المسار عند 4 وحدات جاذبية.

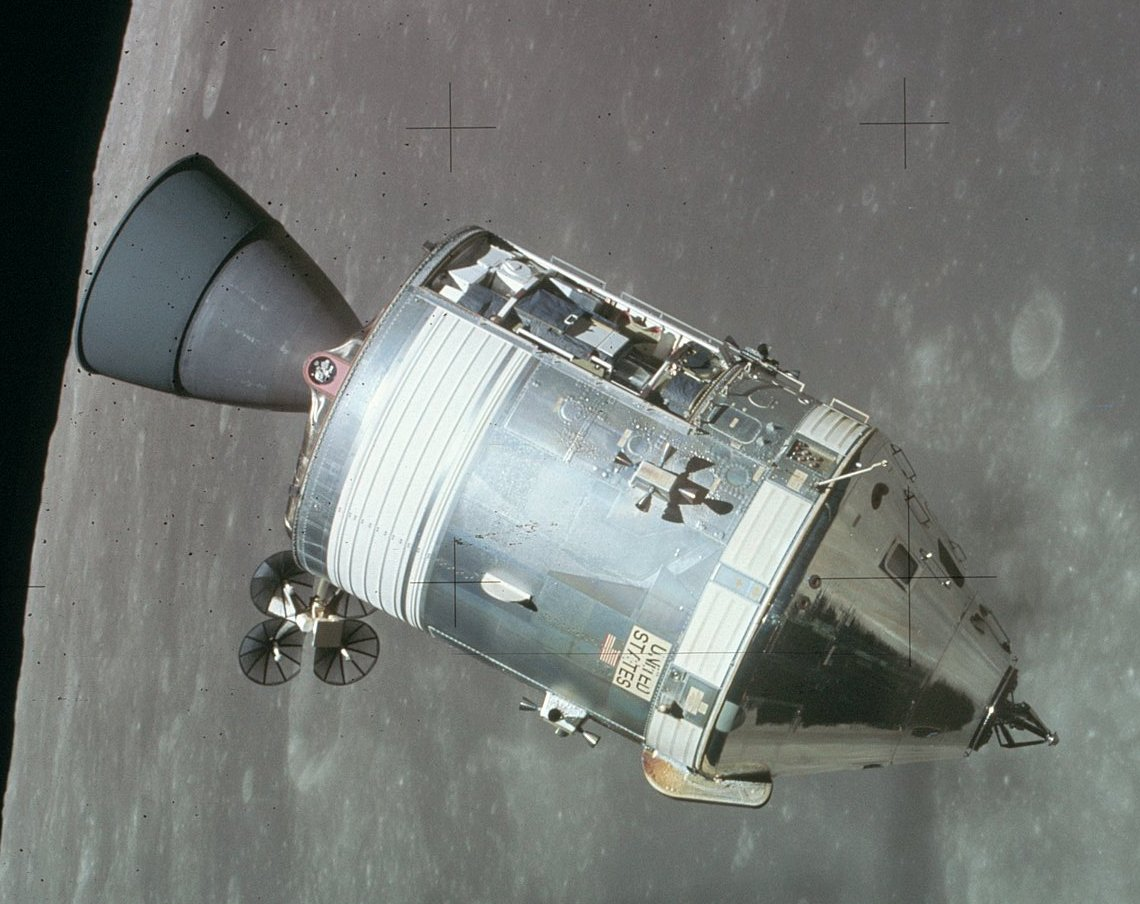
كبسولة فضاء أبوللو

## معلومات تاريخية

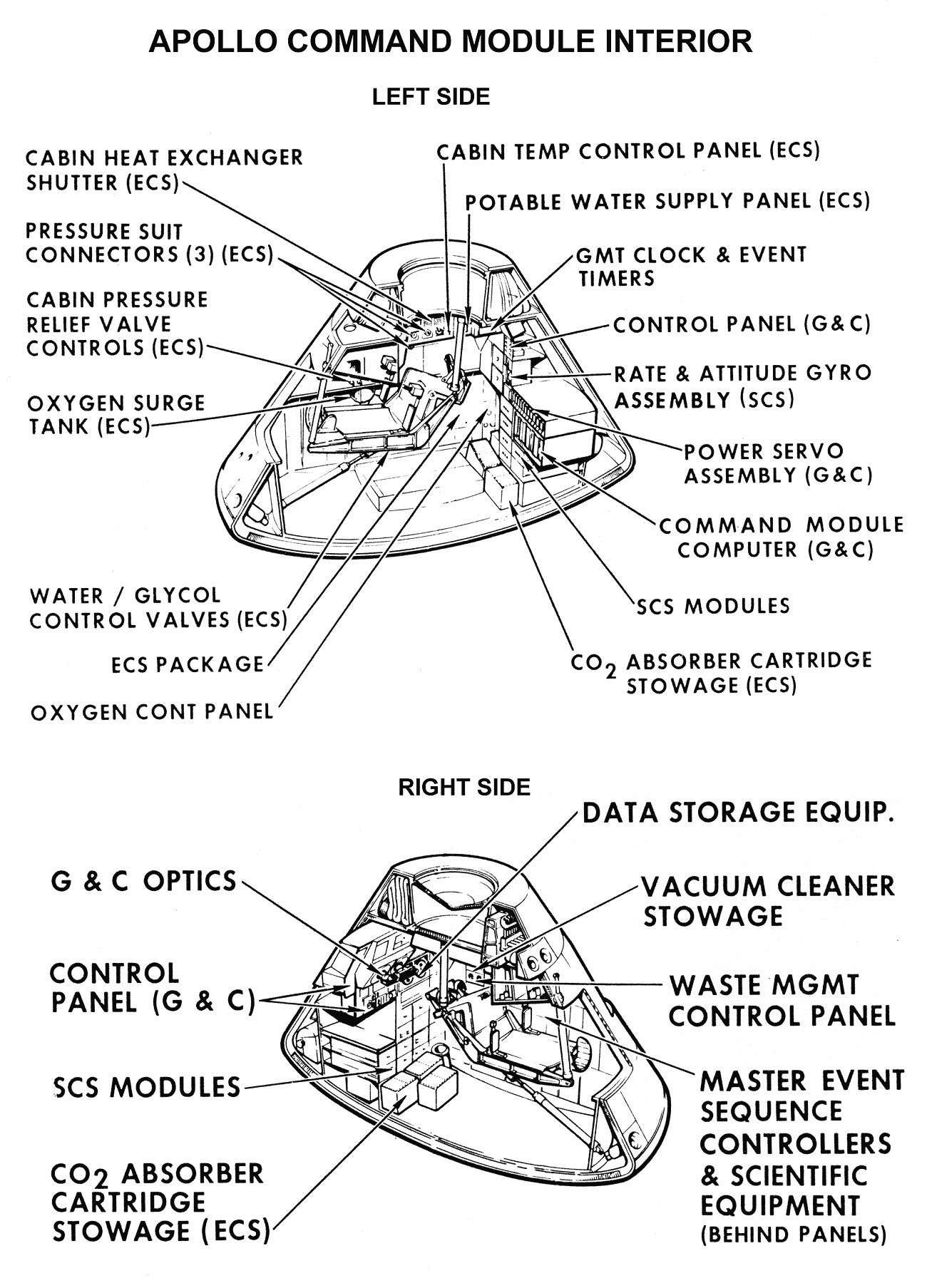
الرسم الداخلي لكبسولة أبوللو

كبسولات الفضاء المبكرة كانت مكونة من تصميمات الراحل ماكسيم فاجيت والكثير من المهندسين السوفييت الذين يعملون تحت قيادة سيرجي كوروليف.
قبل صعود البشر إلى الفضاء، تم إجراء رحلات اختبارية مدارية ودون مدارية مع القرود والكلاب والفئران. كان الهدف منها هو اكتشاف آثار الرحلة إلى الفضاء على الكائنات الحية. في عام 1957، أرسلت روسيا إلى الفضاء أول حيوان (كلبًا) في سبوتنك 2 ولكن بدون استعادة كبسولة الفضاء إلى الأرض. تبع ذلك مهام أخرى للحيوانات المتطورة مثل سفينة الفضاء Vostok (أول المهام الناجحة كانت سبوتنك 5 سنة 1960)، حتى قام رائد الفضاء الروسي يوري جاجارين بأول رحلة مدارية للبشر من الأرض في 108 دقائق في 12 أبريل 1961. وكان أول أمريكي يدور حول الأرض في فبراير 1962 هو رائد الفضاء جون جلين في كبسولة ميركوري التي تم اختبارها فيما سبق وهي غير مزودة بالبشر وقامت برحلات دون مدارية بالبشر (كان أولها لـألان شيبارد في مايو 1961). فيما بعد، اصطحبت كبسولة جيميني رائدا فضاء إلى الفضاء لفترات زمنية أطول. اصطحبت كبسولة أبوللو ثلاثة رواد فضاء إلى القمر، واصطحبت وحدة القمر اثنين منهم إلى السطح. كبسولة الفضاء السوفييتية Voskhod اصطحبت حتى ثلاثة رواد فضاء إلى المدار في كل مهمة.

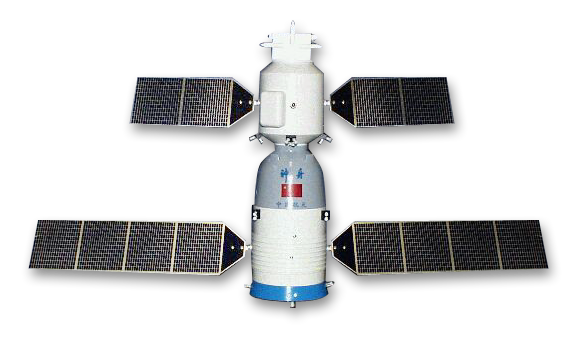
كبسولة فضاء شينزو

لم تكن جميع مهام كبسولات الفضاء ناجحةً. لقي كثير من الأشخاص حتفهم في الرحلات الفضائية. إحداهما، سويوز 11، نفد الهواء من داخلها قبل إعادة الدخول أثناء فصل وحدة النزول، وعلى الرغم من الهبوط الآمن، لقي رواد الفضاء الثلاثة حتفهم بسبب تقليل الضغط والاختناق. ومهمة أخرى، أبوللو 1 تحطمت بسبب حريق قمرة القيادة أثناء محاكاة الانطلاق وتوفي رواد الفضاء الثلاثة بسبب استنشاق الدخان والحروق.
أول كبسولة فضاء غير مزودة بالبشر (قمر صناعي للاستكشاف) كانت الأمريكية كورونا قمر الاستطلاع سنة 1959.

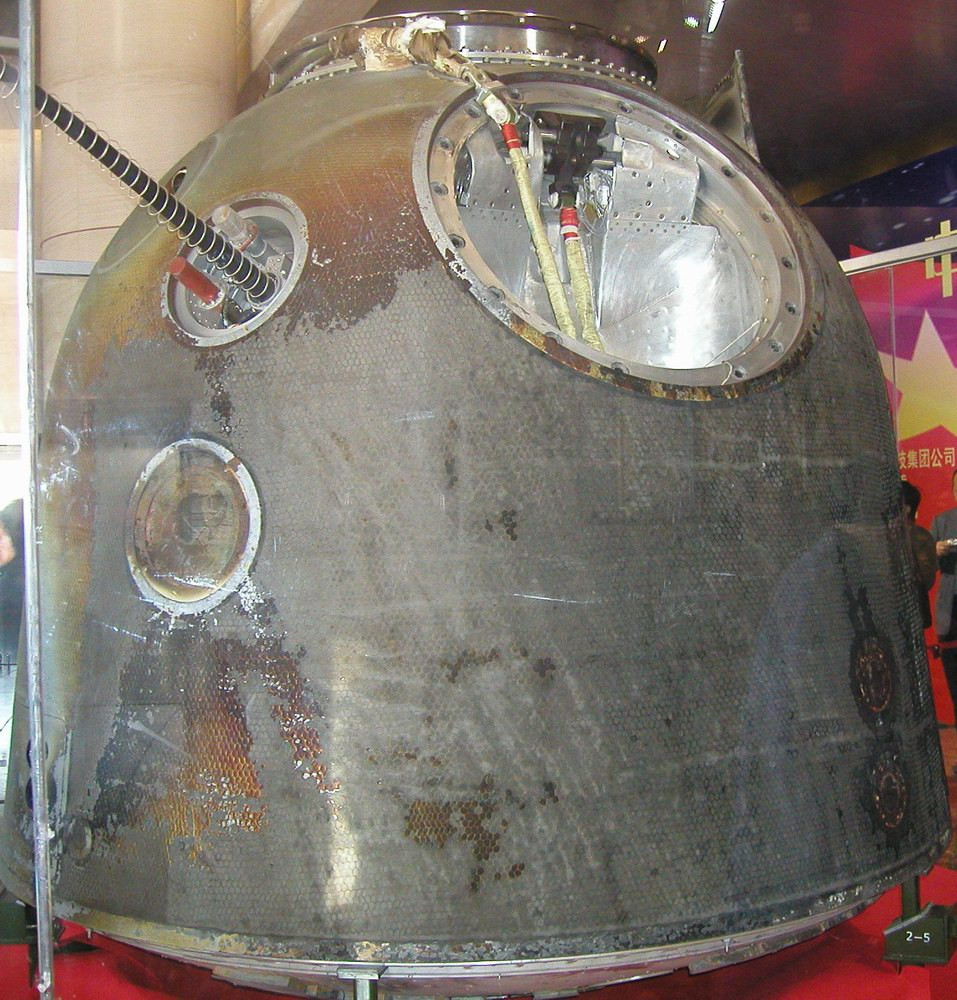
وحدة إعادة الدخول لكبسولة الفضاء شينزو 5

## تصميمات الكبسولة الحالية والتاريخية

### الكبسولات المزودة بالبشر

#### السوفييتية والروسية
- Vostok
- Voskhod
- Soyuz
- نظام النقل الموجه المتوقع

#### أمريكي
- Mercury
- Gemini
- Apollo
- Orion
- سي إس تي-100
- سبيس إكس دراجون

#### صيني
- Shuguang
- Shenzhou

#### هندي
- غاغانيان

### الكبسولات غير المزودة ببشر
- Corona
- FSW
- Foton
- راديوغا-VBK
- Progress
- Yantar
- OREX, Hyflex
- SRE
- البيشجام(بالفارسية: کاوشگر پیشگام [الفارسية])
- البجوهش(بالفارسية: کاوشگر پژوهش [الفارسية])
- مظهر إعادة دخول الغلاف الجوي

#### سفن الفضاء التي صُممت لتُزود بالبشر ولكنها أصبحت غير مزودة بالبشر في النهاية
- سويوز 7ك-1ل
- L3
- TKS